# Czernidłak kołpakowaty

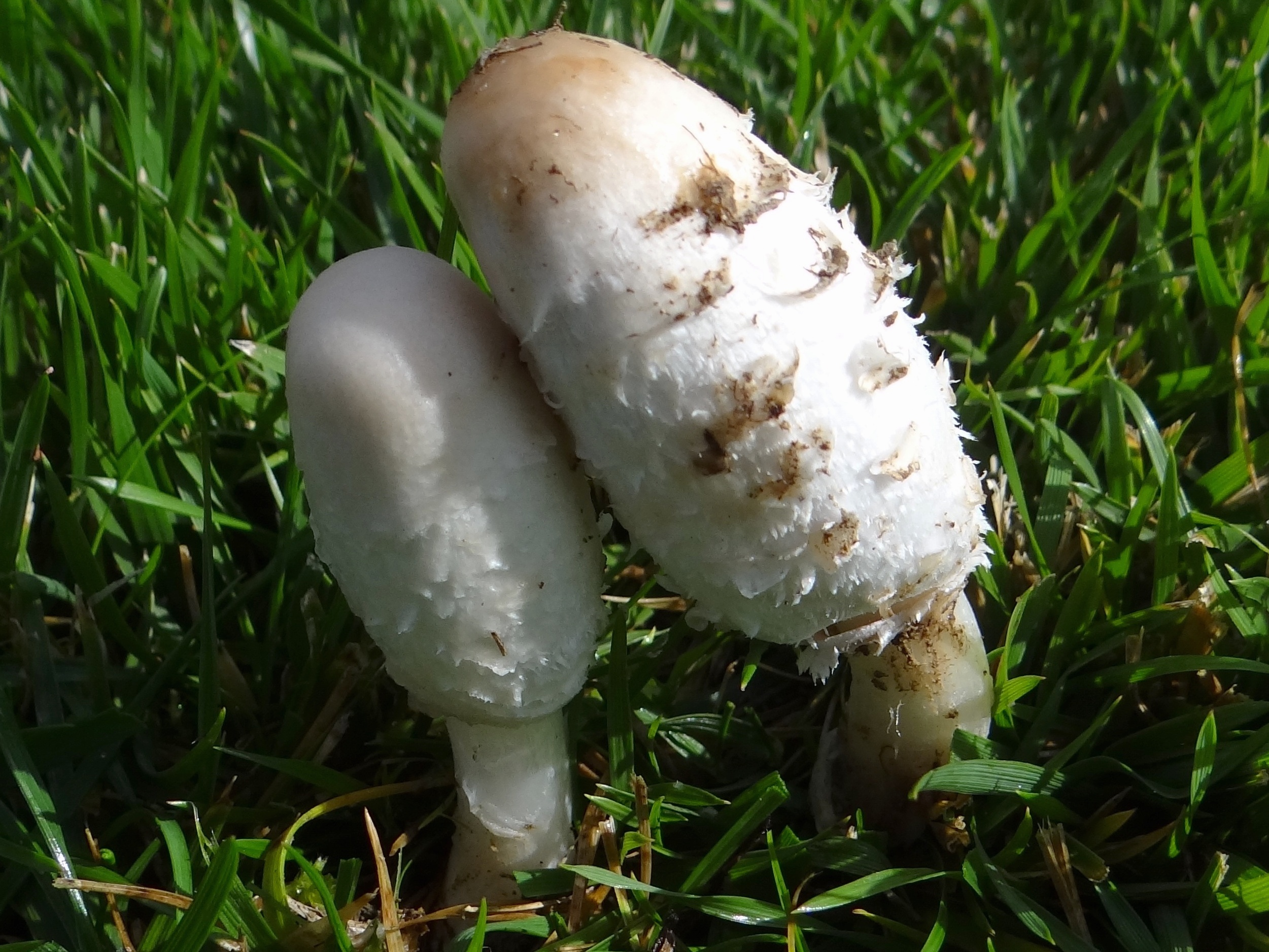
Młode okazy czernidłaka kołpakowatego

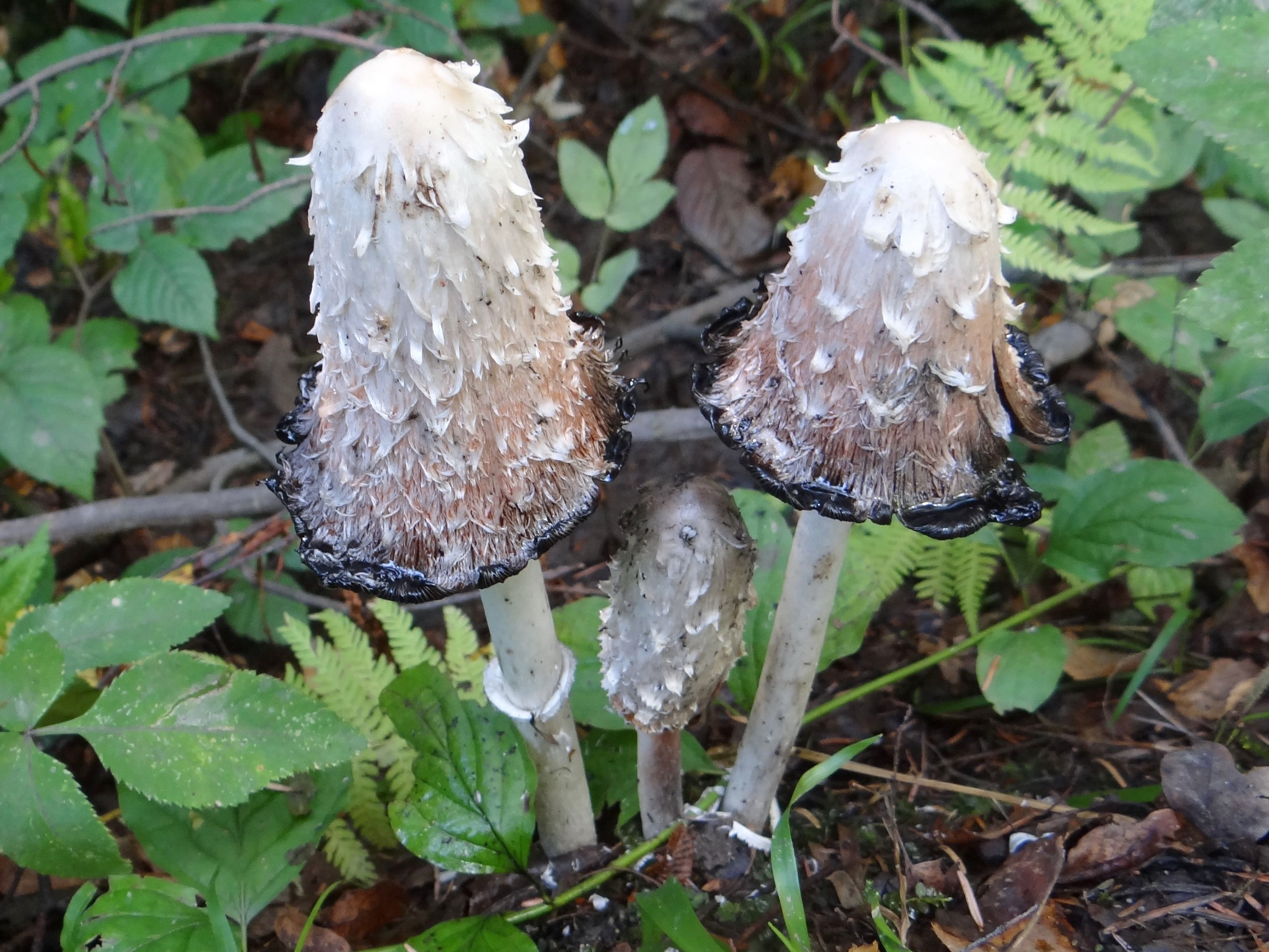
Starsze okazy czernidłaka kołpakowatego

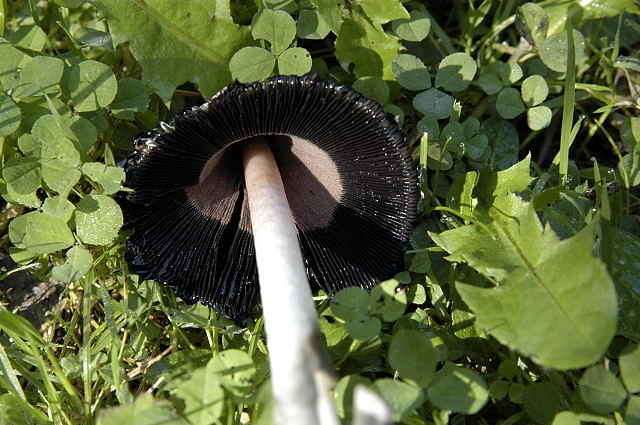
Rozpływające się blaszki

Czernidłak kołpakowaty (Coprinus comatus (O.F. Müll.) Pers.) – gatunek grzybów należący do rodziny pieczarkowatych (Agaricaceae).

## Systematyka i nazewnictwo
Pozycja w klasyfikacji według Index Fungorum: Coprinus, Agaricaceae, Agaricales, Agaricomycetidae, Agaricomycetes, Agaricomycotina, Basidiomycota, Fungi.
Po raz pierwszy takson ten zdiagnozował w roku 1780 Otto Friedrich Müller nadając mu nazwę Agaricus comatus. Obecną, uznaną przez Index Fungorum nazwę nadał mu w roku 1797 Christian Hendrik Persoon, przenosząc go do rodzaju Coprinus.
Posiada 25 synonimów. Niektóre z nich:

- Agaricus comatus O.F. Müll. 1780
- Agaricus comatus O.F. Müll. 1780 var. comatus
- Agaricus comatus var. ovatus (Schaeff.) Fr. 1821
- Agaricus cylindricus Sowerby 1799
- Agaricus fimetarius Bolton 1788
- Agaricus ovatus Schaeff. 1762
- Coprinus comatus var. caprimammillatus Bogart 1975
- Coprinus comatus var. ovatus (Schaeff.) Quél. 1886
- Coprinus ovatus (Schaeff.) Fr. 1838

Nazwę polską podał Franciszek Błoński w 1889 r. W polskim piśmiennictwie mykologicznym gatunek ten opisywany był też jako bedłka kołpak, kołpak, czubajka, kołpaczek, sowa. Inne nazwy potoczne to czernidlak, psia bedłka, psia betka, psi grzyb, mierzwiak.

## Morfologia
Kapelusz
Wysokości 5–10 cm, początkowo cylindryczny, później dzwonkowaty. U dojrzałego owocnika kapelusz promieniście pęka, jego brzeg rozchyla się i unosi i cały kapelusz razem z blaszkami rozpływa się w czarną ciecz. Ma biały kolor i jest włókniście łuskowaty, jedynie czubek ma ochrowy kolor i jest nagi.
Blaszki
W młodym owocniku białe, później różowe, a na koniec czarne, gęste i cienkie.
Trzon
Wysokość 10–20 cm, grubość 0,8–2 cm. Jest cylindryczny, pusty, łatwo odłamujący się od kapelusza, trochę korzeniasty. Powierzchnia gładka, biała, z ruchomym pierścieniem.
Miąższ
Biały, w kapeluszu cienki i kruchy, w trzonie miękki, włóknisty. Smak nieznaczny, zapach przyjemny, ale niewyraźny.
Wysyp zarodników
Czarny. Zarodniki o średnicy 10–15 × 6–8 µm, eliptyczne, gładkie, czarne.
Gatunki podobne
Czernidłaka kołpakowatego można pomylić z czernidłakiem pospolitym (Coprinopsis atramentaria), który różni się tym, że jego kapelusz jest gładki a kolor szary. To właśnie co najmniej 24 godziny przed i 72 godziny po spożyciu tego gatunku nie można spożywać alkoholu. Oba gatunki mają niemal takie same miejsca występowania.

## Występowanie i siedlisko
Występuje na wszystkich kontynentach poza Afryką i Antarktydą. W Polsce jest grzybem bardzo pospolitym.
Występuje dość często w bliskim sąsiedztwie człowieka, w przydomowych ogródkach, trawnikach osiedlowych, nad brzegami rzek, na śmietniskach i innych siedliskach ruderalnych, a także na łąkach, pastwiskach i w lasach. Owocniki wytwarza od kwietnia do listopada.

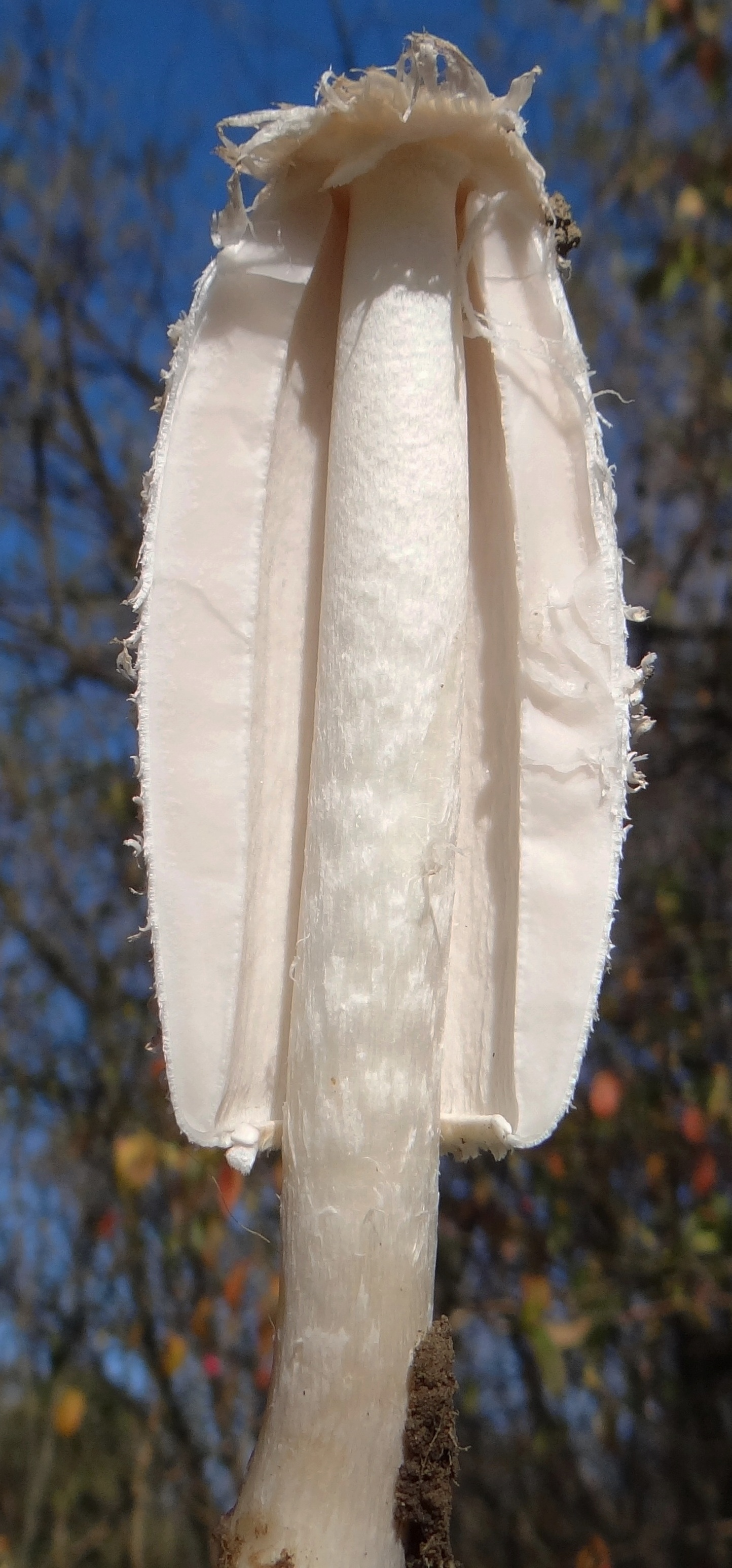
Przekrój czernidłaka kołpakowatego

## Znaczenie
Dobry grzyb jadalny, ale jadalne są tylko zupełnie młode, zamknięte, w całości białe okazy. Starsze owocniki ciemno zabarwione, rozpływają się i nie nadają się do spożycia. Rozkład komórek grzyba w trakcie dojrzewania (autoliza) trwa zaledwie kilka godzin. Z tego też powodu dla celów spożywczych mogą być zbierane tylko bardzo młode kapelusze, bez śladów czernienia. Nadaje się do zup i ciemnych sosów. Ma subtelny smak i delikatny miąższ. Aby zachować oryginalny smak, nie należy dodawać czosnku ani innych mocnych przypraw. Smaczną przystawkę stanowią kapelusze zanurzone w cieście piwnym i przysmażane na tłuszczu.
W niektórych atlasach grzybów podawano dawniej, że grzyb ten jest trujący w połączeniu z alkoholem. Badania naukowe wykazały jednak, że czernidłak kołpakowaty nie zawiera związków chemicznych, które mogłyby być trujące w połączeniu z alkoholem lub blokujące metabolizm alkoholu etylowego.